# Marco Manchisi
Marco Manchisi (Napoli, 7 novembre 1961) è un attore e drammaturgo italiano.

## Biografia
Ha lavorato e si è formato con le compagnie di Antonio Neiwiller e di Leo de Berardinis, collaborato con Toni Servillo, Enzo Moscato, Mario Martone, Marco Baliani, Alessandro Benvenuti e Francesco Rosi. Dal 1990 scrive e mette in scena i suoi spettacoli, tra i quali Pulcinella e la dama bianca di Otello, Il fantoccio, La corona sognata e Il corpo di Totò. Nel cinema ha recitato in film diretti da Mario Martone, Gabriele Salvatores, Raul Ruiz e Abel Ferrara.

## Filmografia
- Morte di un matematico napoletano, regia di Mario Martone (1992)
- Rasoi, regia di Mario Martone (1993)
- Sud, regia di Gabriele Salvatores (1993)
- Viaggio clandestino - Vite di santi e di peccatori, regia di Raúl Ruiz (1994)
- Il resto di niente, regia di Antonietta De Lillo (2004)
- Ossidiana, regia di Silvana Maja (2007)
- Napoli Napoli Napoli, regia di Abel Ferrara (2009)
- Gli anni amari, regia di Andrea Adriatico (2019)

## Teatro
- Il gioco di Roberto e Marianna, regia di Arturo Morfino (1979)
- Corto maltese, regia di Marco Mattolini (1981)
- Titanic The End, regia di Antonio Neiwiller (1982)
- Storia naturale infinita, regia di Antonio Neiwiller (1987)
- La natura non indifferente, regia di Antonio Neiwiller (1988)
- Ha da passà 'a nuttata da Eduardo De Filippo, regia di Leo de Berardinis  (1989)
- Totò principe di Danimarca, regia di Leo de Berardinis  (1991)
- Rasoi, regia di Mario Martone e Toni Servillo (1991)
- Il ritorno di Scaramouche, regia di Leo de Berardinis (1994)
- Lear Opera, regia di Leo de Berardinis (1998)
- I dieci comandamenti, regia di Mario Martone (2001)
- Napoli milionaria!, regia di Francesco Rosi (2003)
- Le voci di dentro regia di Francesco Rosi (2006)
- Il malato immaginario, regia di Teresa Ludovico (2009)
- Les Estivants, regia di Eric Lacascade (2009)
- Vite spezzate, regia di Teresa Ludovico (2012)
- Sik-sik, l'artefice magico, regia di Pierpaolo Sepe (2013)
- Corpi eretici, regia di Marco Baliani (2015)
- L'abito nuovo, regia di Michelangelo Campanale (2016)
- Il teatro comico, da Carlo Goldoni, regia di Roberto Latini (2018)

## Autore, regista e interprete
- Molliche di cuore (1990)
- Otto (1991)
- Anima-le (1992)
- Re tarlo (1993)
- Amlodhi (1994)
- Pulcinella e la dama bianca di Otello (1996)
- Pulci Beat - Premio scrittura scenica Giuseppe Bartolucci (1997)
- La corona sognata (1999)
- Letture eduardiane (2000)
- Viaggio di Pulcinella alla ricerca di Giuseppe Verdi (2001)
- Cinema naturale (2002)
- Profumerie (2005)
- Il corpo di Totò (2007)
- Processo a Pulcinella (2008)
- Il fantoccio (2009)
- L'albero (2010)
- I guai di Pulcinella (2015)